# Juholtaffären

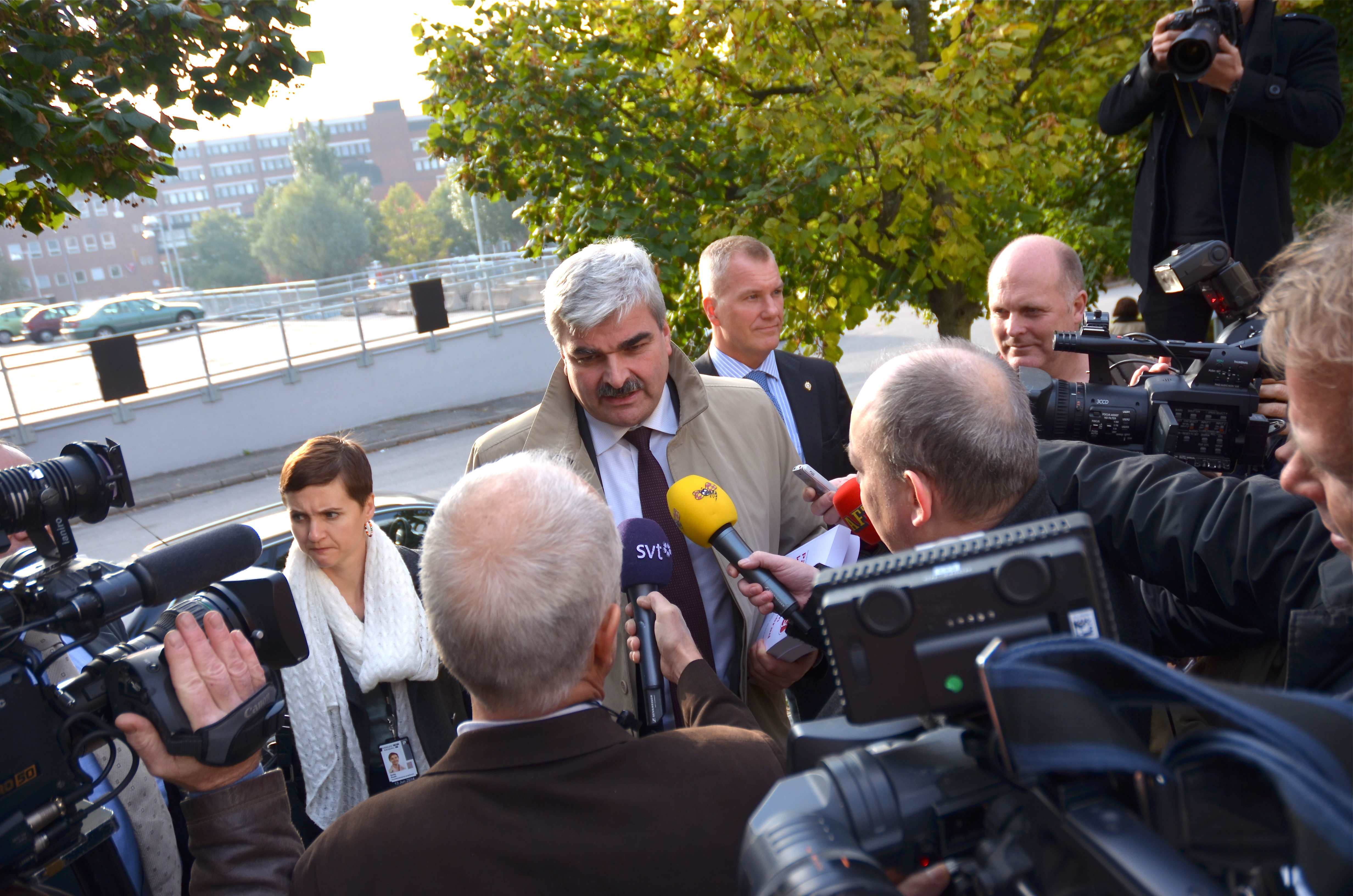
Håkan Juholt möter pressen hösten 2011.

Juholtaffären betecknar ett händelseförlopp under hösten 2011, vilket föregick Håkan Juholts avgång i januari 2012 som Socialdemokraternas partiordförande.

## Bakgrund
Håkan Juholt valdes i mars 2011 till partiordförande i Socialdemokratiska Arbetarepartiet av en enhällig extra partikongress.

## Storlek av hyresersättning
Den 7 oktober 2011 publicerade Aftonbladet i en artikel med rubriken Juholt bluffade med bostadsbidraget uppgifter om att Juholt hade begärt och erhållit ersättning av riksdagen för hela hyresbeloppet för sin övernattningslägenhet i Stockholm, trots att han sedan juni 2009 delade lägenheten med sin sambo. Tidningen hävdade att en riksdagsledamot, som har en övernattningslägenhet som delas med någon annan, bara har rätt till halva hyreskostnaden.
Publiceringen ledde till ett omfattande mediadrev. Aftonbladet publicerade uppgifter om att Juholt varnats av partikollegor för den hela hyresersättningen redan 2009. Vid en presskonferens den 14 oktober sade Juholt: ”… Jag har gjort ett fel och i samma ögonblick som jag upptäckte och förstod att det var ett fel har jag försökt att rätta till det…”.
Själva rättsfrågan klarlades snabbt. Riksenheten mot korruption inledde omedelbart efter Aftonbladets  första artikel i ärendet en process för att samla in fakta för att bedöma om det fanns anledning att starta en förundersökning om misstänkt brott. Den 10 oktober bedömde en åklagare att det inte kunde röra sig om misstanke om korruption, varför ärendet överlämnades till Riksenheten för polismål för förundersökning. Dess chef meddelade den 14 oktober att han lade ned förundersökningen, med motivering att riksdagen saknade regler om storleken för hyresersättning för riksdagsledamöter, och saknade också en fast utvecklad praxis.
Förtroendet för Håkan Juholt skadades enligt en den 23 oktober 2011 publicerad Sifo-mätning, vilken visade att Socialdemokraterna tappat tio procentenheter av det väljarstöd partiet hade före Aftonbladets publicering av Juholts hyresersättning. Det framkom därefter missnöje inom partiet mot Håkan Juholt. Personer som Kjell-Olof Feldt och Marita Ulvskog kritiserade offentligt partiledaren, och den ledande socialdemokratiske kommunalpolitikern i Hultsfreds kommun, Mattias Wärnsberg, krävde Juholts avgång.
Håkan Juholt gav sig med början den 17 oktober ut på en två veckor lång turné till partiorganisationer runt om i landet för att återupprätta förtroendet för sin person, med fortsättning senare i november och december, med avslutning efter två månader. Samtliga 26 partidistrikt besöktes minst en gång.

## Efterspel
På en presskonferens i hemstaden Oskarshamn den 21 januari 2012, efter ett två dagar långt sammanträde i partistyrelsens verkställande utskott, meddelade Håkan Juholt att han hade för avsikt att omedelbart avgå som partiledare.
| ”                                                              | Jag har gjort misstag som partiordförande – hur stora de är får framtida forskning utvärdera. Sammantaget, när jag väger partimedlemmarnas stöd mot det allmänna opinionsläget, drar jag följande slutsats: Sverige behöver en stark, optimistisk, nyfiken och framtidsorienterad socialdemokrati. Vårt land behöver en opposition som är beredd att ta över ansvaret för Sverige – som senast 2014 behöver en nystart. ... Mot den här bakgrunden lämnar jag med omedelbar verkan uppdraget som ordförande för Socialdemokraterna. Jag vill inte stå i vägen för den nystart som både socialdemokratin och Sverige behöver. | „ |
| – Håkan Juholt vid presskonferens i Oskarshamn 21 januari 2012 | |   |